# Каси
Касандра Вентура (на английски: Cassandra Ventura) или Каси (на английски: Cassie) е американска R&B певица, актриса, модел.
Родена е на 26 август 1986 г. в Ню Лъндън, Кънектикът, САЩ. Най-известна е със сингъла си Me & U от 2005 година, който става хит през 2006 година.
Каси говори гладко английски и испански език. Вентура започва кариерата си като модел още на 14 години, явявайки се на конкурси за Adidas и Abercrombie & Fitch. Когато завършва гимназия през 2004 г. обявява, че ще преследва кариерата си на модел и музикант, предхождайки висше училище. В Ню Йорк Вентура моделира за Abercrombie & Fitch. Модел е на Wilhelmina и взима уроци в Broadway Dance Center. Продуцентът Райън Лесли я зябелязва в някои клубове и по партита през 2004 година и по-късно казва, че бил омагьосан от нейната личност. Накрая му била представена от Шон „Диди“ Комбс – продуцент и певец, който работил за Каси на една от нейните модни изяви. Малко след като била представена на музикалния продуцент Райън Лесли, майката на Вентура я моли да запише песен за нея като подарък за рождения ѝ ден. Вентура се обърнала към Лесли, който написва дует за тях наречен „Kiss Me“. Лесли пуснал песента на Томи Мотола, който предложил на Каси сделка. Вентура подписала договор с Leslie's NextSelection label. Лесли също написал и продусирал сингъла Me & U през 2005. През март 2006 Каси пее с Diddy's record label и Bad Boy Records. При своето издаване, Me & U се превръща в обещаващ масивен хит най-вече в САЩ. Песента покорява класации за много кратко време, завоювайки трето място в Billboard Hot 100, четвърто място в Billboard Pop 100 и номер 1 в Billboard's Hot R&B/Hip-Hop Songs.
Следващият сингъл на Вентура, „Long Way 2 Go“, е далеч по-малко сполучлив в сравнение с „Me & U“, достигайки едва 97-о място в Billboard Hot 100. Billboard съобщава, че вторият албум на Каси ще излезе на 18 септември 2007. Продуценти са Райън Лесли и Робин Тике.